# 루크와호
루크와호(Lake Rukwa)는 탄자니아 남서부 루콰주, 송궤주 및 카타비주의 루콰 계곡에 위치한 내륙호이다. 이 호수는 탄자니아에서 세 번째로 큰 내륙 수역이다.

## 지리
알칼리성 루콰호는 탕가니카호와 말라위호 사이에 위치하며, 동아프리카 지구대의 평행 지류에 있는 약 800 미터 (2,600 ft)의 고도에 있다. 호수 면적의 거의 절반이 우완다 보호구역에 속한다.

## 수문학
이 호수는 수류 유입량의 변화로 인해 수년에 걸쳐 크기가 크게 변동했다. 현재 길이는 약 180 킬로미터 (110 mi)이고 폭은 평균 약 32 킬로미터 (20 mi)로, 면적은 약 5,760 제곱킬로미터 (2,220 mi2)이다. 1929년에는 길이가 약 48 킬로미터 (30 mi)에 불과했지만, 1939년에는 길이가 약 128 킬로미터 (80 mi)이고 폭이 40 킬로미터 (25 mi)였다. 아프리카 이 지역의 초기 균열 기간 동안 루콰호 분지는 때때로 탕가니카호와 말라위호 분지를 포함하는 훨씬 더 큰 분지의 일부였을 수 있다. 고대 해안선은 33,000 BP에 탕가니카호로 범람한 최종 날짜를 시사한다. 다시 범람하려면 호수의 고도가 900미터를 초과해야 한다. 현재 말라위호로의 범람은 불가능한데, 두 분지 사이의 통로가 2000미터 이상의 고도에 있기 때문이다. (탕가니카호와 말라위호는 각각 대서양과 인도양으로 이미 범람하고 있기 때문에 루콰호로 범람할 수 없다.)
루콰호의 퇴적물, 물, 그리고 아프리카 메기와 싱기다 틸라피아의 근육 조직에는 아연, 수은, 구리, 납, 크롬, 니켈과 같은 중금속이 축적되어 있다.

## 헬륨 발견
2016년, 루콰호에서 약 15억 3천만 세제곱미터(542억 표준 입방피트)의 헬륨 가스 매장량이 발견되었으며, 이는 35억 달러의 가치가 있는 것으로 추정된다.

## 같이 보기
- 동아프리카 지구대 호수